# Adenosciadium
- Commons
- Wikispecies

Adenosciadium é um género botânico pertencente à família Apiaceae.
Apresenta uma única espécie, endêmica do Sudoeste Asiático

## Espécie
- Adenosciadium arabicum